# Beffes
Beffes – miejscowość i gmina we Francji, w Regionie Centralnym, w departamencie Cher.
Według danych na rok 1990 gminę zamieszkiwały 644 osoby, a gęstość zaludnienia wynosiła 54 osoby/km² (wśród 1842 gmin Regionu Centralnego Beffes plasuje się na 577. miejscu pod względem liczby ludności, natomiast pod względem powierzchni na miejscu 1048.).